# Августа Софія Зульцбаська
Августа Софія Зульцбаська (нім. Auguste Sophie, 22 листопада 1624—30 квітня 1682) — донька пфальцграфа Августа Зульцбаського та Ядвіга Гольштейн-Готторптської, дружина другого князя Жаганського Вацлава Еусебія з роду Лобковіців.

## Походження
Августа Софія була другою донькою та четвертою дитиною в родині пфальцграфа Августа Зульцбаського та його дружини Ядвіги Гольштейн-Готторптської. З батьківського боку приходилася онукою пфальцграфа Філіпа Людвіга Нойбургського та Анни Клевської. По материнській лінії  була онукою герцога Гольштейн-Готторптського Йоганна Адольфа та принцеси Августи Данської.

## Біографія
Августа Софія Зульцбаська народилася 22 листопада 1624 року. У вісімнадцять років пошлюбилася із князем з Лобковіц, герцогом Заганським, Вацлавом Евсебієм. Весілля відбулося 20 січня 1653 року в Нюрнберзі. Наступного року у подружжя з'явився син, який відразу змер. Після цього у 1655 році народився здоровий хлопчик, якого нарекли Фердінанд Август Леопольд. Згодом у нього з'явилися два брати і сестра. 
Кар'єра чоловіка Августи Софії стрімко шла вгору. І до 1673 року він мав майже необмежену владу в країні. Щодо внутрішньої політики в Заганському герцогстві, то Августа Софія мала змогу сприяти толерантному ставленню чоловіка до протестантської релігії. 
1674 року Вацлава Евсебія усунули з державних посад та взяли під домашній арешт у Роудніце, де він і прожив останні три роки життя. На авторитет сім'ї це ніяк не вплинуло і старший син Августи Софії також зробив чудову кар'єру при імператорському дворі. 
Після смерті чоловіка Августа Софія жила у Нюрнберзі. Там вона і померла 30 квітня 1682 року. Похована в Лоренцкірхе.

## Родина
Чоловік — Вацлава Еусебій, князь Жаганський
Діти:
- Фердінанд Август Леопольд — (1655—1715) — наступний князь Жаганський, був кілька разів одружений, мав численних нащадків.
- Філіп Фердінанд Адальберт — (1656—1659)
- Марія Ядвіга Софія — (1658—1660)
- Франтішек Вілєм Ігнас (Франц Вільгельм) — (1659—1698)